# Jack Boyle
Pour les articles homonymes, voir Boyle.

a Compétitions nationales et continentales officielles uniquement.

b Matchs officiels uniquement.
Dernière mise à jour le 1 mars 2025.
Jack Boyle, né le 10 mars 2002 à Dublin (Irlande), est un joueur international irlandais de rugby à XV jouant au poste de pilier gauche au Leinster.

## Biographie

### Jeunesse et formation
Jack Boyle naît à Dublin en Irlande. Durant sa jeunesse, il joue au rugby à XV pour l'équipe du St Michael's College avec qui il remporte la Leinster Schools Rugby Senior Cup en 2019. Il rejoint ensuite le centre de formation du Leinster avant la reprise de la saison 2021-2022.
Avec l'équipe d'Irlande des moins de 20 ans, Jack Boyle est titularisé une fois et joue trois autres matchs en tant que remplaçant lors du Tournoi des Six Nations 2021. L'année d'après, il est titulaire indiscutable dans l'équipe réalisant le Grand Chelem lors du Tournoi des Six Nations des moins de 20 ans 2022,. Il ne peux cependant pas participer au Championnat du monde junior en 2021 et 2022 car la compétition est annulée à cause de la pandémie de Covid-19.

### Carrière professionnelle
Après de bonnes performances avec les moins de 20 ans irlandais, Jack Boyle fait ses débuts professionnels avec le Leinster durant la deuxième partie de saison 2022-2023 du United Rugby Championship, entrant en jeu à la place de Michael Milne contre les Dragons. Alors que le Munster et l'Ulster souhaitent le recruter, il signe finalement son premier contrat professionnel avec le Leinster en fin de saison,.
Sous l'influence de Cian Healy, Andrew Porter, mais aussi Tadhg Furlong, il progresse beaucoup durant la saison 2024-2025. Ses bonnes performances sont remarquées par le sélectionneur de l'Irlande qui décide de le sélectionner pour le Tournoi des Six Nations 2025. Il profite notamment de l'absence pour suspension de Tom O'Toole afin d'être appelé dans le groupe. Il obtient sa première sélection avec son pays durant la troisième journée du Tournoi, entrant contre le pays de Galles. À la fin de cette saison, il remporte la finale du United Rugby Championship en battant les Sud-Africains des Bulls sur le score de 32 à 7.

## Palmarès

### En province
- Leinster
  - Vainqueur du United Rugby Championship en 2025.

### En équipe nationale
- Irlande -20
  - Vainqueur du Tournoi des Six Nations des moins de 20 ans en 2022 (Grand Chelem).
- Irlande
  - Vainqueur de la Triple Couronne en 2025.